# Малый широколобик
Ма́лый широколо́бик (лат. Pagothenia brachysoma) — морская, антарктическая, пелагическая рыба из семейства нототениевых (Nototheniidae) подотряда нототениевидных (Notothenioidei) отряда окунеобразных (Perciformes). Один из двух видов в роде широколобиков (Pagothenia), включающего также большого широколобика (P. borchgrevinki). Входит в состав подсемейства Трематомины (Trematominae).
Впервые вид был описан как Trematomus brachysoma в 1912 году немецким ихтиологом П. Паппенгеймом (нем. P. Pappenheim) по рыбе, пойманной у Земли Вильгельма II в море Дейвиса.
Криопелагический (ассоциированный со льдом), прибрежный, циркумполярно-антарктический вид, обитающий в высокоширотной зоне Антарктики на глубинах 0—90 м. Рыба маленького размера, достигающая общей длины около 20 см. Согласно схеме зоогеографического районирования по донным рыбам Антарктики, предложенной А. П. Андрияшевым и А. В. Нееловым, ареал вида находится в границах восточноантарктической и западноантарктической провинций гляциальной подобласти Антарктической области.
Может встречаться в уловах разноглубинных тралов и ставных жаберных сетей, а также ловиться на удочку. Является объектом питания хищных рыб и морских птиц.

## Характеристика малого широколобика
В первом спинном плавнике 4—5 гибких колючих лучей, во втором спинном плавнике 29—32 членистых луча; в анальном плавнике 29—32 членистых луча; в грудном плавнике 22—24 луча; общее число тычинок во внешнем ряду первой жаберной дуги 23—27, из них в нижней части — 15—18, в верхней части — 8—10. В дорсальной боковой линии 25—37 чешуй, из них первые 2—4 трубчатые, остальные прободённые; в медиальной боковой линии 24—30 прободённых чешуй. Поперечных рядов чешуй на теле 55—63. Общее число позвонков 45—47, из них туловищных 15—16 и хвостовых 30—31.
Тело почти полностью покрыто циклоидной и частично ктеноидной чешуёй, верх головы голый.
Тело сжатое с боков, невысокое, его высота составляет около 20—24 % стандартной длины тела. Голова слегка сжата дорсовентрально, умеренная в длину, около 29—33 % стандартной длины. Длина рыла примерно равна диаметру орбиты или несколько меньше. Рот конечный, небольшой, с косой ротовой щелью. Верхняя челюсть выдвижная. Зубы мелкие, щетинковидные. Глаз небольшой — 25—29 % длины головы. Межглазничное пространство широкое — 18—25 % длины головы. Грудные плавники примерно равны по длине брюшным плавникам. Хвостовой плавник слегка округлый.
Общая окраска тела у живых рыб голубоватая, с радужной переливчатостью, иногда с красными пятнами на теле вблизи головы. Первый спинной плавник черноватый, второй спинной плавник и анальный плавник с тёмными пятнышками на плавниковой складке, формирующими продольно-косые полосы. Грудные и брюшные плавники светлые, темнеющие к концам. На хвостовом плавнике имеется узкие тёмные вертикальные полосы.

## Распространение и батиметрическое распределение
Распространён циркумполярно в окраинных морях Антарктиды — в морях Содружества, Дейвиса, Сомова, Росса, у западного побережья Антарктического полуострова, а также у Южных Шетландских островов. Встречается в ассоциации с припайным льдом на шельфе, в том числе у самого берега, и главным образом с дрейфующим над бо́льшими глубинами льдом  континентального склона (до 429 м в скоплениях антарктического криля) в верхнем слое пелагиали от поверхности до глубины 90 м.

## Размеры
Рыба мелкого размера, не превышает 19—20 см общей длины (17,2 см стандартной длины).

## Образ жизни
Криопелагический вид, постоянно связанный с нижней поверхностью в основном дрейфующего льда, который рыбы используют как убежище, а также для питания, прячущимися в ледяных кавернах и трещинах мелкими ракообразными — копеподами, амфиподами и мелкими эвфаузиевыми.